# Cliffortia acockii
Cliffortia acockii är en rosväxtart som beskrevs av August Henning Weimarck. Cliffortia acockii ingår i släktet Cliffortia och familjen rosväxter. Inga underarter finns listade i Catalogue of Life.